# Sittenpolizei in Iran

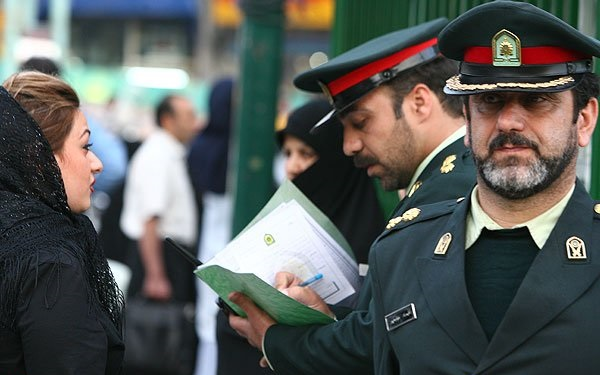
Ein Mitglied der Sittenpolizei ermahnt eine Frau (2006)

Die Sittenpolizei in Iran (persisch گشت ارشاد Gascht-e erschād, DMG Gašt-e eršād, „Belehrungsstreife“ bzw. „Patrouille für [islamische] Belehrung“, von ارشاد erschad, ‚Anleitung, Belehrung‘), auch bekannt als Modepolizei, Moralpolizei oder Moralstreife, ist eine im Auftrag der islamischen Religionspolizei handelnde Gruppe in Iran zur Bekämpfung des „Lasters“. Sie wurde im Jahr 2005 mit der Aufgabe geschaffen, Personen festzunehmen, die sich nicht an geltende Kleidervorschriften halten. Von diesen Festnahmen sind vorwiegend Frauen betroffen.

## Praxis
Die Einheiten dieser „Patrouille zur Einhaltung islamischer Regeln“ bestehen vorwiegend aus Männern in Kleintransportern bzw. Minibussen, die von Frauen im Tschador begleitet werden. Sie stehen an öffentlichen Plätzen und halten Frauen an, die ihren Hidschab nicht vorschriftsgemäß tragen, aber auch beispielsweise Makeup oder Jeans tragen. Diese Regeln gelten auch für Mädchen ab sieben Jahren. Zur Verfolgung der Frauen werden auch öffentliche Überwachungskameras eingesetzt.
Die Festgenommenen werden dann zu Gefängnissen oder Polizeistationen gebracht und darin unterwiesen, wie man sich „vorschriftsgemäß“ bekleidet. Zudem werden ihre Personalien aufgenommen und sie müssen regelwidrige Kleidung abgeben. Es gibt aber auch Berichte von Misshandlungen und Polizeigewalt. Meist werden sie daraufhin noch am gleichen Tag freigelassen. Frauen müssen in der Regel von ihrem Vater, Mann oder Bruder abgeholt werden.

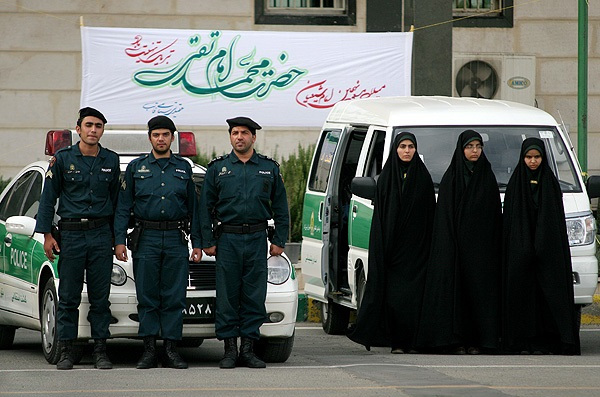
Angehörige der Sittenpolizei
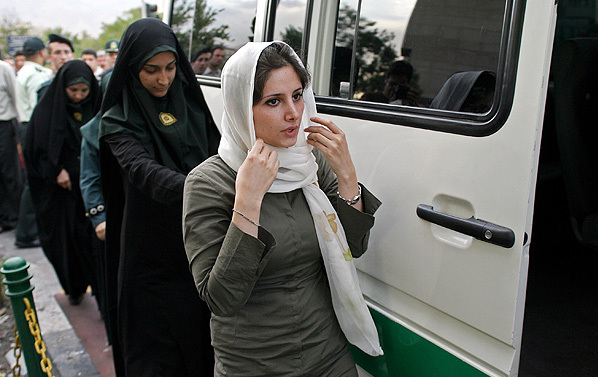
Eine Frau wird wegen ihres nicht korrekt sitzenden Kopftuches festgenommen

Zum Muttertag 2013 belohnten die Patrouillen Frauen mit Blumen, die einen schwarzen Tschador trugen (was der vorgeschlagenen Variante des Hidschabs entspricht).
Die Moralpolizei hat auch transsexuelle Frauen belästigt, weil sie sich nicht an ihre staatlich erwünschte Geschlechterrolle hielten. Als eine iranische Transsexuelle im April 2018 geschlagen wurde, verweigerte ihr die Polizei die Hilfe.

## Kontroversen

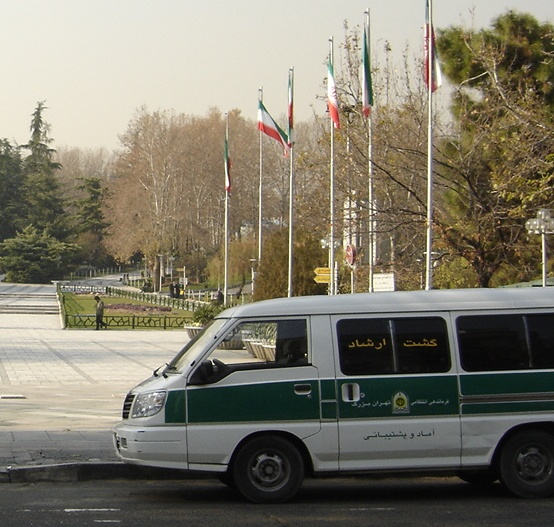
Fahrzeug der Sittenpolizei vor dem Mellat-Park in Teheran

Kritiker, insbesondere Frauenrechtler, stehen der Moralpolizei ablehnend gegenüber, da diese Polizei die Freiheitsrechte und Würde des Einzelnen verletze. Die Aufgabe der Polizei sei es, das Gesetz durchzusetzen, nicht die Scharia. Sie wurde auch als unislamisch kritisiert, da ihre Aufgabe harām (verboten) sei, wenn sie zu Aufruhr führe.
Nach Artikel 683 des iranischen Strafgesetzes sind für das „falsche“ Tragen des Hidschābs eine Gefängnisstrafe von zehn Tagen bis zwei Monaten sowie bis zu 74 Peitschenhiebe vorgesehen. Am 27. Dezember 2017 erklärte jedoch Brigadegeneral Hossein Rahimi, Chef der Polizei von Groß-Teheran: „Gemäß dem Kommandanten der NAJA werden jene, die sich nicht an islamische Werte halten und leichtsinnig mit ihnen umgehen, nicht länger zu Strafanstalten gebracht, und es wird kein Gerichtsverfahren gegen sie eröffnet; wir werden ihnen Weiterbildungskurse anbieten, um ihr Verhalten zu reformieren.“
Im September 2022 führte der Tod der 22-jährigen Jina Mahsa Amini im Anschluss an ihre Festnahme zu landesweiten Protesten und Unruhen gegen die iranische Sittenpolizei, die Hidschāb-Pflicht und die Regierung. Daraufhin setzten unter anderem die USA und Kanada mehrere Offiziere der Moralpolizei auf ihre Sanktionslisten.
Im Dezember 2022 vermeldeten iranische Medien unter Berufung auf Generalstaatsanwalt Mohammed Jafar Montazeri, dass die Gascht-e Erschad aufgelöst worden sei. Von offizieller Seite wurde dies jedoch bisher nicht bestätigt und von Staatsmedien aktiv abgestritten. Im Gegenteil gibt es Berichte, dass die Kontrollen sogar zugenommen hätten. Die Berichte wie auch ihre Übernahme durch westliche Medien seien nach Angaben der Politikwissenschaftlerin Gilda Sahebi schlechte Recherche, habe der Generalstaatsanwalt doch nur gesagt, dass die Sittenpolizei nicht der Justiz unterstände, sondern eine Einrichtung der Polizei sei. Zuvor hatte die Europäische Union die Sittenpolizei mit der Verordnung (EU) 2022/1955 am 17. Oktober 2022 auf die Liste der von Sanktionen betroffenen Organisationen Irans genommen.
Mitte Juli 2023 kündigte die Nachrichtenagentur Isna an, ab dem 16. Juli 2023 werde die Sittenpolizei wieder patrouillieren. Ein Gesetzentwurf sieht neue und harte Strafen bei Verstößen gegen islamische Kleidungsvorschriften vor; er solle bald im Parlament abgestimmt werden.